# Luciano (рэпер)
Патрик Гроссманн, более известный под сценическим псевдонимом Luciano — немецкий хип-хоп-исполнитель, представитель музыкального направления штрассенрэп, являющегося немецкой вариацией гангста-рэпа. Является одним из основателей музыкального объединения Loco Squad Gang. Дебютировал в марте 2017 года с синглом «Jager». За свою карьеру выпустил два альбома — Eiskalt (2017) и L.O.C.O. (2018), которые смогли пробиться в первую десятку национального хит-парада. В 2018 году его совместная работа с Капитал Бра и Eno, «Roli Glitzer Glitzer», достигла первой строчки чарта Германии.
Тексты его песен сосредоточены вокруг уличной жизни, криминала и социальных проблем. В музыкальном плане его творчество характеризуется тяжелыми инструменталами с плотным басом, техничной и агрессивной подачей, сочетающейся с мелодичными вставками.

## Дискография

### Альбомы
- Eiskalt (2017)
- L.O.C.O. (2018)
- Millies (2019)
- Exot (2020)

### Синглы

#### Сольные релизы
| Название                      | Год  | Позиция в чарте | Позиция в чарте | Позиция в чарте |
| Название                      | Год  | GER             | AUT             | SWI             |
| ----------------------------- | ---- | --------------- | --------------- | --------------- |
| «Hawaii»                      | 2017 | 55              | —               | —               |
| «Roli»                        | 2018 | 34              | 67              | 87              |
| «Ballin»                      | 2018 | 10              | 23              | 23              |
| «Diablo»                      | 2019 | 13              | 23              | 41              |
| «Ya Salame» (Luciano × Samra) | 2019 | 5               | 5               | 8               |

#### Как приглашенный артист
| Название                                                 | Год  | Позиция в чарте | Позиция в чарте | Позиция в чарте |
| Название                                                 | Год  | GER             | AUT             | SWI             |
| -------------------------------------------------------- | ---- | --------------- | --------------- | --------------- |
| «Roli Glitzer Glitzer» (Капитал Бра feat. Luciano & Eno) | 2018 | 1               | 4               | 7               |